# Kanton Soissons-Sud
Kanton Soissons-Sud (fr. Canton de Soissons-Sud) byl francouzský kanton v departementu Aisne v regionu Pikardie. Tvořilo ho 11 obcí. Zrušen byl po reformě kantonů 2014.

## Obce kantonu
- Belleu
- Berzy-le-Sec
- Billy-sur-Aisne
- Courmelles
- Mercin-et-Vaux
- Missy-aux-Bois
- Noyant-et-Aconin
- Ploisy
- Septmonts
- Soissons (jižní část)
- Vauxbuin